# Unibet Stars Gentofte
Unibet Stars Gentofte er et professionelt ishockeyhold i Metal Ligaen med hjemmebane i Gentofte Skøjtehal. Holdet drives af Gentofte Stars Elite ApS og er den professionelle overbygning på IC Gentofte Stars. Overbygningen blev etableret i august 2014 og debuterede i Metal Ligaen i sæsonen 2014-15.